# Frankie Carbo
Paul John Carbo (født Paolo Giovanni Carbo den 10. august 1904, død 10. november 1976 i Miami Beach, Florida, USA) bedre kendt som "Frankie Carbo" var et amerikansk mafiamedlem tilknyttet Lucchese-familien fra New York City. Frankie Carbo fungerede som uautoriseret boksepromotor og som håndlanger i det amerikanske forbrydersyndikat Murder, Inc.
Som ansvarlig for mafiaens operationer indenfor professionel boksning i perioden fra midten af 1940'erne og indtil en langvarig fængselsdom i 1961 var Carbo en af de mest betydningsfulde skikkelser i amerikansk boksning. Han fik tilnavnet 'Mr Gray' og 'Bokse-tsaren'. Han var endvidere involveret i mafiaens operationer i Las Vegas og Californien og er blevet sat i forbindelse med en række drab på andre mafiamedlemmer.

## Opvækst
Han blev født som Paolo Giovanni Carbo på New Yorks Lower East Side; nogle kilder angiver, at forældrene kom fra Agrigento på Sicilien. Da han var 11 år, blev Frankie Carbo sendt i ungdomsfængsel og over de næste ti år var Carbo løbende ind og ud af fængslerne på grundlag af domme for diverse tyverier og overfald. Han blev også i denne periode tiltalt for drabet på en taxi-chauffør, der havde nægtet at betale ham beskytelsespenge. Carbo nægtede sig skyldig, og hævdede, at han havde handlet i selvforsvar. Han indgik en aftale med anklagemyndigheden, og erklærede sig herefter skyldig i uagtsomt mandrab og fik en dom på 2 til 4 år, og kom ud af fængslet efter 20 måneder.

## Forbudstiden
Under forbudstiden begyndte Frankie Carbo at arbejde som lejemorder og "oprydder" for en række forskellige smuglerforetagender. I 1931 blev Carbo tiltalt for drabet på gangsteren Michael "Mickey" Duffy i Atlantic City, men Carbo blev efterfølgende løsladt.
I begyndelsen af 1930'erne begyndte Carbo at arbejde for Murder, Inc. under chefen Louis "Lepke" Buchalter. Han blev senere tiltalt for drabet på smuglerne Max Greenberg og Max Haskell. Har var varetægtsfængslet i seks måneder, men blev herefter løsladt, da vidnerne ikke ønskede at afgive vidneforklaring.

## Drab
Ved udgangen af 30'erne havde Carbo været arresteret 17 gange og var blevet tiltalt for fem drab. Det lykkedes dog altid Carbo at slippe fri for drabstiltalerne, oftest på grund af, at vidnerne ikke ville tale med politiet.
I 1939 var Carbo hovedmistænkt for sammen med gangsteren Benjamin "Bugsy" Siegel at have likvideret stikkeren Harry "Big Greenie" Greenberg i Californien. Denne gang indvilligede de tidligere Murder Inc. medlemmer Abe "Kid Twist" Reles og Allie "Tick Tock" Tannenbaum i at vidne mod Carbo. Før retssagen faldt Reles, der var under politibeskyttelse, imidlertid ud af et vindue på Half Moon Hotel på Coney Island. Reles' død blev betragtet som et selvmord, og sagen mod Carbo blev opgivet.
I 1947 verserede rygter om, at Carbo havde planlagt drabet på Bugsy Siegel i Beverly Hills, Californien, men der blev aldrig rejst tiltale mod nogen i sagen. Drabet på Siegel dannede et løst forlæg for drabet på Moe Green i filmen The Godfather: Part II.

## Boksepromotor
I 1940'erne begyndte Carbo at fungere som boksepromotor sammen med gangsterne Ettore "Eddie" Coco, James "Jimmy Doyle" Plumeri, Frank "Blinky" Palermo, Harry "Champ" Segal og Felix Bocchicchio. Gruppen blev kendt under navnet "Kombinationen" ("The Combination") og havde stor succes med at arrangere resultaterne af betydende boksekampe. Carbo fik hurtigt tilnavnet "Bokse-tsaren" (The Czar of Boxing").
Frank Carbo opnåede i slutningen af 1940'erne et venskab med James Norris, der var leder af den daværende ultimative boksearena, Madison Square Garden. Norris havde en interesse i at udvikle New York City og MSG til den førende boksearena og havde behov for kontakter til at skaffe ham de store boksenavne. På trods af, at Carbo ikke havde licens som manager, promotor eller matchmaker, var Carbo med sine mafia-forbindelser et perfekt match for Norris. Norris etablerede "International Boxing Club, Inc.", der i løbet af kort tid kom til at kontrollere amerikansk boksning. For at opnå de store kampe i Madison Square Garden og i de øvrige store arenaer i USA blev det for bokserne i praksis nødvendigt at indgå aftaler med IBC, hvilket igen krævede en kontakt til mafiaen og Carbo. På et tidspunkt kontrollerede IBC og Carbo samtlige vægtklasser i boksning, bortset fra fluevægt og bantamvægt og IBC var involveret i næsten samtlige titelkampe i en periode i 1950'erne.
I et interview i avisen The Observer fortalte Budd Schulberg om tiden med Carbo og partneren Palermo og deres involvering i 1954 i en række VM-kampe i weltervægt-klassen.
"...Frankie Carbo, gangsternes uofficielle boksechef, kontrollerede en masse af weltervægterne og mellemvægterne .... Det var selvfølgelig ikke alle kampe, der var fixede, men fra tid til anden lod Carbo og hans løjtnanter, som eksempelvis Blinky Palermo i Philadelphia, kampe fixe. Da kampen mellem Kid Gavilan og Johnny Saxton blev vundet af Saxton i Philadelphia i 1954, dækkede jeg kampen for Sports Illustrated og skrev dengang en artikel, hvori jeg skrev, at boksning var en beskidt branche, som der måtte ryddes op i. Det var en offentlig hemmelighed. Alle blandt pressen vidste at kampen - og andre kampe - var fixet. Gavilan var også kontrolleret af mafiaen, og da han mødte Billy Graham var det åbenbart, at Graham blev snydt for sin titel. Afgørelsen var købt. Det var en tæt kamp og dommerne gav den afgørelse som de havde fået besked på at give." 
Saxtons manager var Blinky Palermo. Da Saxton tabte titlen til Tony DeMarco i 1955, genvandt han den kort efter i 1955 i en titelkamp mod weltervægt-mesteren Carmen Basilio i en kontroversiel match, der anses som værende fixet.

### Sonny Liston
I 1959 ejede Carbo og partneren Blinky Palermo hovedparten af en kontrakt på sværvægteren Sonny Liston, der i 1962 vandt verdensmesterskabet i sværvægt. Fra begyndelsen af Listons professionelle karriere i 1953 havde Liston været "ejet" af en gangster fra St. Louis, John Vitale, der fortsatte med at have en andel af Listons kontrakt. Da Palermo og Carbo skaffede sig deres ejerandel i Liston, var den berygtede Carbo indsat i fængslet på Rikers Island, hvor han afsonede en dom for uautoriseret management af boksere og for at have drevet matchmaking uden licens.
Ifølge både FBI og rapporter i aviserne kontrollerede Vitale og andre gangsterne Listons kontrakt, Med Vitale havende en ejerandel på 12%. Liston boksede 12 kampe under kontrol af Carbo og Palermo.

## Efterforskning og fængselsdom
I slutningen af 1950'erne blev Carbo dømt for at have været manager for flere boksere uden at have haft fornøden licens og fik en dom på to års fængsel, der blev afsonet på Riker's Island ved New York City. Det var første gang siden tiden i ungdomsfængslerne, at Carbo modtog en fængselsdom.
Efter løsladelsen i 1960 blev Carbo indkaldt til at vidne for en undersøgelseskommite nedsat af det amerikanske senat om forholdene i professionel boksning, den såkaldte Kefauver-høring. Carbo påberåbte sig "Fifth Amendment" i den amerikanske forfatning 25 gange under afhøringen, hvor han svarede "Jeg kan ikke blive pålagt at vidne mod mig selv" og svarede ikke herudover på et eneste af de stillede spørgsmål. Under høringen blev foretaget afhøring af flere boksere, herunder Sonny Liston, men heller ikke disse var særlig meddelsomme. Høringen gav dog et gennembrud i kampen mod mafiaens indflydelse i amerikansk professionel boksning, da den tidligere verdensmester i mellemvægt Jake LaMotta forklarede, at han havde tabt en kamp med vilje i 1947 mod Billy Fox, da dette havde været mafiaens betingelse for at give LaMotta en VM-kamp, ligesom Carmen Basilio afgav belastende vidneudsagn om mafiaen og Carbo.
I 1961 blev der rejst tiltale mod Carbo og boksepromotor Frank "Blinky" Palermo for sammensværgelse og afpresning mod National Boxing Association weltervægtmesteren Don Jordan. Jordan havde overraskende vundet verdensmesterskabet, men ved en fejl havde Carbo og mafiaen ikke forinden kampen sikret sig de fremtidige rettigheder til Jordans kampe. Carbo og mafiaen truede Jordan og hans manager til at indgå en aftale, og da manageren gik til politiet, blev han brutalt overfaldet.
Efter en tre måneder lang retssag, hvor den amerikanske chefanklager Robert Kennedy fungerede som anklager, blev Carbo fundet skyldig og idømt 25 års fængsel der skulle afsones i fængslet på Alcatraz Island. Efter at have siddet inde på Alcatraz som fange nummer AZ1568, blev Carbo overført til fængslet på McNeil Island i Washington og senere igen til fængslet i Marion i Illinois.
Carbo modtog i 1976 benådning på grund af dårligt helbred og blev løsladt fra fængslet. Han døde i Miami Beach i Florida senere samme år den 10. november 1976.